# Vilansosa Nou
Vilansosa Nou és una masia al terme municipal de la Molsosa, a la comarca catalana del Solsonès. Es té la referència de la llinda de l'entrada datada al 1887., sent sens dubte anterior al segle xvi, i segons els masovers havent-hi indicis des de l'any 1111.
Està situada a 785 m d'altitud, al nord-est del municipi gairebé al límit amb Pinós. Al peu del camí de Pradesa Pinós. Envoltada de grans extensions de camps de conreu, actualment és una segona residència.

## Descripció
Masia sense restaurar en el cos principal de forma quadrada amb teulada a dues aigües. Parets de pedra d'obertures petites. Es pot observar com ha sofert alguna ampliació donant-li la forma actual. Composta de planta baixa més dues plantes pis. A façana principal trobem l'entrada amb llinda en forma d'arc i brancals de pedra. Les finestres també mantenen els brancals i l'ampit de pedra. Cossos annexionats a la masia destinats a corral, garatges, magatzems i pallissa. Alguns d'ells amb parets de pedra i estructura de fusta, altres d'estructura més recent revestits amb morter. Trobem tres voltes de pedra al sostre de la planta baixa ja restaurades. També trobem un cup de vi ubicat a la part posterior d'aquesta planta a preservar.